# R U Still Down? (Remember Me)
R U Still Down? (Remember Me) ist das sechste Studioalbum des US-amerikanischen Rappers Tupac Shakur. Es ist das zweite postum veröffentlichte Album des Künstlers und erschien am 25. November 1997 über die Labels Interscope, Amaru Entertainment und Jive Records. Die für das Album verwendeten Aufnahmen Tupacs stammen aus dem Zeitraum von 1992 bis 1994.

## Produktion und Samples
Bei dem Album fungierten Tupacs Mutter Afeni Shakur, Lisa Smith-Putnam und We Got Kidz als Executive Producers. Sechs Lieder des Albums wurden auch von We Got Kidz produziert. 2Pac selbst war an vier Instrumentals beteiligt, während je drei Produktionen von Tony Pizarro sowie Soulshock & Karlin stammen. Jeweils zwei Beats produzierten Warren G, Johnny „J“, Live Squad und DJ Daryl. Außerdem waren die Musikproduzenten QDIII, Ricky Rouse, Akshun, Mike Mosley, Choo und Chris Rosser an der Produktion einzelner Songs des Albums beteiligt.
16 Titel des Albums enthalten Samples von Stücken anderer Künstler, darunter Curtis Mayfield, Ice Cube, Roger Troutman und James Brown.

## Covergestaltung
Das Albumcover zeigt Tupacs Gesicht. Er sieht den Betrachter an und legt beide Zeigefinger vor seinem Mund zusammen. Oben links im Bild befindet sich der weiße Schriftzug 2Pac und der Titel R U Still Down? (Remember Me) steht am unteren Bildrand in Weiß. Der Hintergrund ist schwarz gehalten.

## Gastbeiträge
Auf zwölf der 26 Lieder treten neben Tupac Shakur andere Künstler in Erscheinung. So haben der Rapper Stretch (Hellrazor, Hold on, Be Strong) und das Outlawz-Mitglied Big Syke (Ready 4 Whatever, I’m Losin It) je zwei Gastauftritte. Tupacs Rapgruppe Outlawz, die sich damals noch Dramacydal nannte, ist auf Enemies with Me zu hören, während der R&B-Sänger Eric Williams auf Do for Love vertreten ist. Weitere Gastbeiträge stammen von der R&B-Gruppe Y?N-Vee (Nothing to Lose), den Sängerinnen Val Young (Hellrazor) und Maxee (I Wonder If Heaven Got a Ghetto (Hip-Hop Version)), dem Sänger Dave Hollister (Nothin but Love), dem DJ Akshun (Open Fire) sowie den Rappern Spice 1 (I’m Losin It), Yaki Kadafi (When I Get Free II) und Richie Rich (Lie to Kick It).
| Professionelle Bewertungen | Professionelle Bewertungen |
| -------------------------- | -------------------------- |
| Kritiken                   |                            |
| Quelle                     | Bewertung                  |
| Rolling Stone              | [ 2 ]                      |
| allmusic                   | [ 3 ]                      |

## Titelliste
CD 1
| #  | Titel                                | Gastmusiker           | Produzent                | Länge |
| -- | ------------------------------------ | --------------------- | ------------------------ | ----- |
| 1  | Redemption                           |                       | We Got Kidz, Ricky Rouse | 1:48  |
| 2  | Open Fire                            | Akshun                | Akshun                   | 2:52  |
| 3  | R U Still Down? (Remember Me)        |                       | Tony Pizarro             | 4:07  |
| 4  | Hellrazor                            | Stretch und Val Young | QDIII                    | 4:15  |
| 5  | Thug Style                           |                       | We Got Kidz              | 4:16  |
| 6  | Where Do We Go from Here (Interlude) |                       | Tony Pizarro, 2Pac       | 4:31  |
| 7  | I Wonder If Heaven Got a Ghetto      |                       | Soulshock & Karlin       | 4:21  |
| 8  | Nothing to Lose                      | Y?N-Vee               | 2Pac, Live Squad         | 3:39  |
| 9  | I’m Gettin Money                     |                       | Mike Mosley              | 3:32  |
| 10 | Lie to Kick It                       | Richie Rich           | Warren G                 | 3:39  |
| 11 | Fuck All Y’all                       |                       | We Got Kidz              | 4:32  |
| 12 | Let Them Thangs Go                   |                       | We Got Kidz              | 3:33  |
| 13 | Definition of a Thug Nigga           |                       | Warren G                 | 4:09  |

CD 2
| #  | Titel                                             | Gastmusiker          | Produzent          | Länge |
| -- | ------------------------------------------------- | -------------------- | ------------------ | ----- |
| 1  | Ready 4 Whatever                                  | Big Syke             | Johnny „J“         | 4:05  |
| 2  | When I Get Free                                   |                      | We Got Kidz        | 4:46  |
| 3  | Hold on, Be Strong                                | Stretch              | Choo               | 4:11  |
| 4  | I’m Losin It                                      | Big Syke und Spice 1 | Tony Pizarro       | 3:55  |
| 5  | Fake Ass Bitches                                  |                      | Johnny „J“         | 3:10  |
| 6  | Do for Love                                       | Eric Williams        | Soulshock & Karlin | 4:42  |
| 7  | Enemies with Me                                   | Dramacydal           | We Got Kidz        | 4:15  |
| 8  | Nothin but Love                                   | Dave Hollister       | 2Pac, DJ Daryl     | 4:28  |
| 9  | 16 on Death Row                                   |                      | 2Pac               | 5:42  |
| 10 | I Wonder If Heaven Got a Ghetto (Hip-Hop Version) | Maxee                | Soulshock & Karlin | 4:40  |
| 11 | When I Get Free II                                | Yaki Kadafi          | Chris Rosser       | 3:22  |
| 12 | Black Starry Night (Interlude)                    |                      | DJ Daryl           | 0:48  |
| 13 | Only Fear of Death                                |                      | Live Squad         | 5:09  |

## Kommerzieller Erfolg

### Chartplatzierungen und Singles
R U Still Down? (Remember Me) stieg am 8. Dezember 1997 auf Platz 25 in die deutschen Charts ein und belegte in den folgenden Wochen die Ränge 37; 50 und 71. Insgesamt konnte sich das Album neun Wochen in den Top 100 halten. In den Vereinigten Staaten stieg der Tonträger auf Platz 2 in die Charts ein und hielt sich 26 Wochen in den Top 200.
Als Singles wurden die Lieder I Wonder If Heaven Got a Ghetto und Do for Love ausgekoppelt, die jeweils die Charts in den Vereinigten Staaten und im Vereinigten Königreich erreichten.

### Auszeichnungen für Musikverkäufe
Für mehr als 2,1 Millionen verkaufte Exemplare wurde R U Still Down? (Remember Me) in den Vereinigten Staaten mit vierfach Platin ausgezeichnet, da Doppelalben dort zweifach gewertet werden. Außerdem erhielt das Album im Vereinigten Königreich eine Goldene Schallplatte für mehr als 100.000 verkaufte Einheiten.

| Land/Region                  | Auszeichnungen für Musikverkäufe (Land/Region, Auszeichnung, Verkäufe) | Verkäufe  |
| ---------------------------- | ---------------------------------------------------------------------- | --------- |
| Neuseeland (RMNZ)            | Gold                                                                   | 7.500     |
| Niederlande (NVPI)           | Gold                                                                   | 50.000    |
| Vereinigte Staaten (RIAA)    | 4× Platin                                                              | 2.100.000 |
| Vereinigtes Königreich (BPI) | Gold                                                                   | 100.000   |
| Insgesamt                    | 3× Gold · 4× Platin ·                                                  | 2.157.500 |

Hauptartikel: Tupac Shakur/Auszeichnungen für Musikverkäufe